# Othresypna moltrechti
Othresypna moltrechti là một loài bướm đêm trong họ Noctuidae.